# Ptochophyle polyniphes
Ptochophyle polyniphes är en fjärilsart som beskrevs av Louis Beethoven Prout 1925. Ptochophyle polyniphes ingår i släktet Ptochophyle och familjen mätare. Inga underarter finns listade.